# Mansfield (Washington)
Mansfield je gradić u američkoj saveznoj državi Washington. Prema popisu stanovništva iz 2010. u njemu je živjelo 320 stanovnika.